# Zielony Lasek (powiat giżycki)
Zielony Lasek (niem. Grünwalde) – osada mazurska w Polsce położona w województwie warmińsko-mazurskim, w powiecie giżyckim, w gminie Ryn nad jeziorem Kotek. Osada została założona w połowie XVII wieku. W latach dwudziestych należał do rodziny Westphal, obejmował 260 ha. Jej ostatnim niemieckim właścicielem był (od 1936 r.) Victor Adalbert hr. zu Dohna-Schlobitten (1903–1984), brat księcia Aleksandra zu Dohna-Schlobitten. Stary dworek, prawdopodobnie jeszcze z czasów barona von Hoverbeck, został wysadzony przez Rosjan w czasie I wojny światowej, ponieważ stanął na drodze ostrzału artyleryjskiego. Nowy budynek z 1919 roku przypisuje się architektowi Hermannowi Muthesiusowi (1861-1927).
Wieś powstała w ramach kolonizacji wschodnich terenów Prus Książęcych. W 1638 roku książę Jerzy Wilhelm Hohenzollern sprzedał 8 łanów pisarzowi starościńskiemu Bartłomiejowi Stangewaldtowi. Już w następnym roku specjalna komisja sprzedała mu również cztery lub pięć łanów na prawie chełmińskim, wolnych od czynszu. Przywilej dóbr został zatwierdzony przez księcia Fryderyka Wilhelma w 1645 roku. Dodatkowo nadano Stangewaldtowi dwa łany czynszowe na prawie chełmińskim z nadwyżki wsi Tałty, również uwolnione od wszelkich obciążeń. W 1682 roku dobra w Zielonym Lasku wydzierżawił kapitan wojsk pruskich Jan Wilhelm von Mülbe. Zielony Lasek należał do parafii ewangelickiej w Rynie.
Zielony Lasek pozostał majątkiem ziemskim aż do II wojny światowej; w przededniu jej wybuchu obejmował obszar 460 ha (łącznie z folwarkiem Bartlikowo). W latach 20. XX wieku należał on do rodziny Westphal. Po 1945 roku na jego bazie założono Państwowe Gospodarstwo Rolne Zielony Gaj (gmina Giżycko). W latach 1954–1972 wieś należała do gromady Ryn.
Obecnie we dworze mieści się pensjonat, a przy nim znajduje się stanica żeglarska „Zielony Gaj”.
Liczba mieszkańców w wieku XIX i XX kształtowała się następująco:
- 1857 – 74 osoby
- 1933 – 69 osób
- 1939 – 69 osób

W latach 1975–1998 miejscowość należała administracyjnie do województwa suwalskiego.
Wskazówka – występuje również wariant nazewniczy miejscowości Zielony Gaj